# Anatomie eines Augenblicks
Anatomie eines Augenblicks: Die Nacht, in der Spaniens Demokratie gerettet wurde (Im Original: Anatomia de un instante) ist ein nichtfiktionales, historisches Essay von Javier Cercas aus dem Jahr 2009, die deutsche Ausgabe erschienen 2011 im S. Fischer Verlag. Es behandelt den Staatsstreich vom 23. Februar 1981, einen missglückten Versuch von Teilen der Guardia Civil und des Militärs, die Demokratie in Spanien zu beenden und eine neuerliche Diktatur zu errichten. Der fehlgeschlagene Putsch war ein wichtiger Wendepunkt in der neueren spanischen Geschichte.

## Inhalt

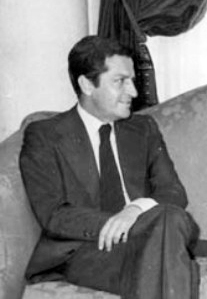
Adolfo Suárez (1979)
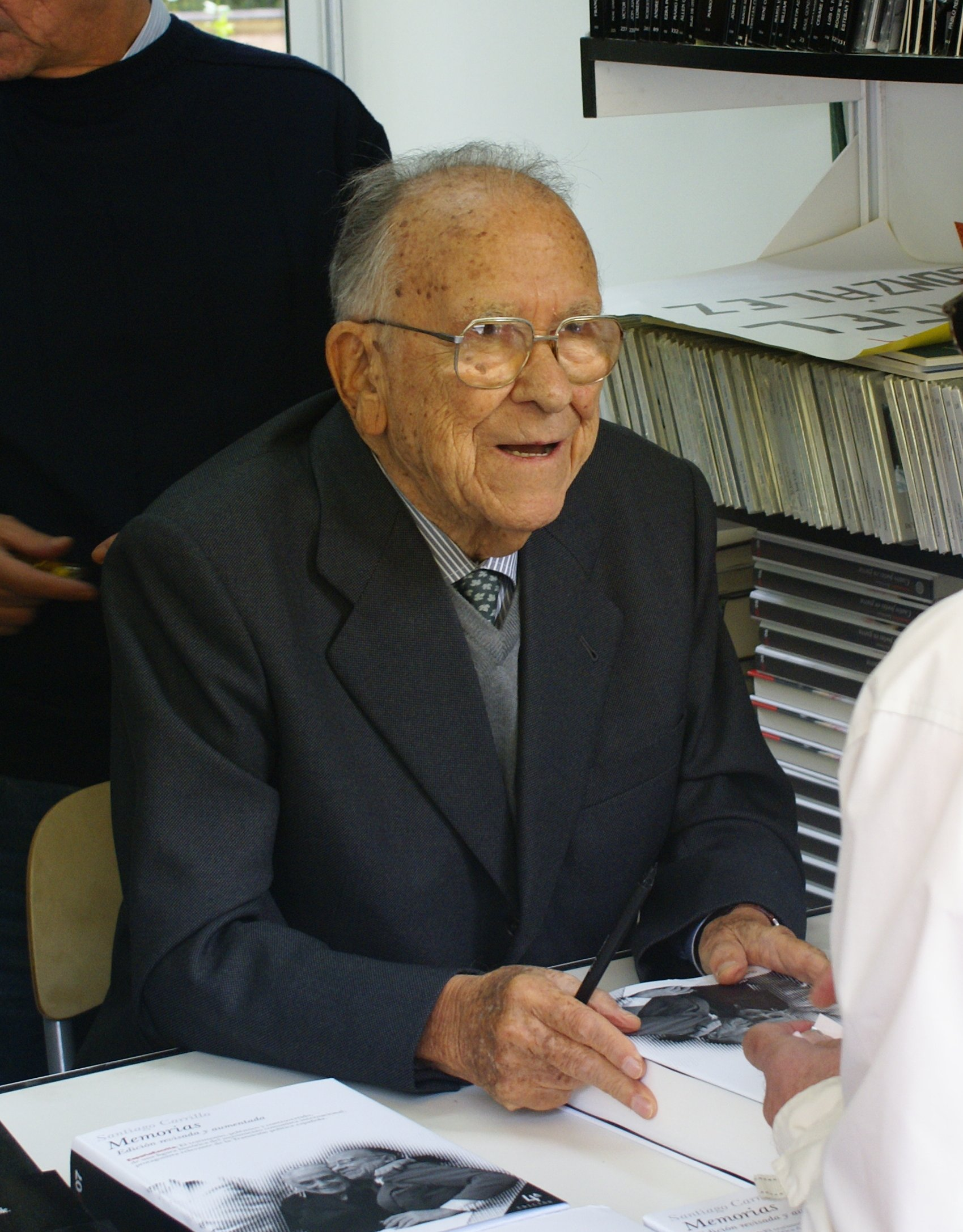
Santiago Carrillo (2006)

Der Aufbau des Textes orientiert sich an einer bekannten Fernsehaufnahme des spanischen Senders Radiotelevisión Española (RTVE). Fernsehkameras hatten im Inneren des spanischen Parlaments aufgezeichnet, wie die Putschisten den Sitzungssaal stürmten und die Parlamentarier bedrohten.
Cercas widmet sich ausgiebig der Beschreibung der Protagonisten der Ereignisse. Nacheinander setzt er sich mit den Lebensgeschichten des scheidenden Ministerpräsidenten Adolfo Suárez, des Vizepräsidenten Manuel Gutiérrez Mellado, des Kommunistenführers Santiago Carrillo und des mutmaßlichen Anführers der Putschisten, General Alfonso Armada, auseinander. Obwohl Schüsse fielen, hatten sich die drei Erstgenannten den Militärs im Parlament widersetzt. Cercas versucht, ihre im höchsten Maße unterschiedlichen Motive für ihr Handeln zu ergründen.
Obwohl sich Cercas nach eigener Aussage intensiv mit den Begebenheiten von 1981 beschäftigt hat und sich auf Quellen und Interviews stützt, handelt es sich bei dem Werk ausdrücklich nicht um eine wissenschaftliche Arbeit, obwohl es von einzelnen Rezensenten als Sachbuch bezeichnet wird. Der Romanautor versucht, sich ausgiebig in die Gedanken der handelnden Personen hineinzuversetzen, und spekuliert über ihre Beweggründe.

## Rezensionen
Die deutschsprachige Kritik nahm „Anatomie eines Augenblicks“ sehr positiv auf.
Paul Ingendaay bezeichnete das Buch in der Frankfurter Allgemeinen Zeitung als „Meisterwerk“, als „mitreißende Geschichtserzählung“ und als „freies Buch, das keiner Theorie folgt, nichts behaupten oder beweisen will“.
Katharina Döbler schlägt in ihrer Buchbesprechung für Deutschlandradio Kultur den Übersetzer der deutschen Ausgabe, Peter Kultzen, für einen Preis vor und bemerkt, dass Cercas dem Thema „eine Spannung und eine Tiefe“ abgewinnt, „die ein politisches Sachbuch gemeinhin nicht hat“.

## Originalquelle
- Anatomía de un instante. Essay. 2009 (dt. Anatomie eines Augenblicks. Die Nacht, in der Spaniens Demokratie gerettet wurde. Übersetzt von Peter Kultzen. Fischer, Frankfurt am Main 2011, ISBN 978-3-10-011369-6)